# Яна войвода
Яна Красенска, прочута като Яна войвода и Луда Яна, е една от първите хайдутки, болярска дъщеря според преданията от 15-ти век. Върлува в Стара планина и Средна гора и най-вероятно река Луда Яна е наречена на нейното име.
Според съществуващи легенди на билото на местността Красен между Стара река и Гръчки дол, в село Попинци, Панагюрско имало съградени твърдини, укрепления, като най-силни били на болярите Душковченин и Красен. Войводите на двата рода били в постоянна вражда помежду си, ала тя се изострила особенно много заради Красенската дъщеря – хубавата Яна. Всичко се почва, когато яниният баща решил да даде момата за жена на сина на един богат грък, приятел на пловдивския паша. Девойката решила да „строши“ хатъра на родителя си, понеже на сърцето и лежал сина на Душковченин войвода. Когато при бащата на девойката дошли богати сватовници тя забягнала, а Красенският болярин отишъл в Татар Пазарджик да поиска помощ от татарския бей, за да върне дъщеря си. Обединените татарски и красенски сили победили в разгорялата се битка, при която Душковченин войвода пада убит, а синът му е ранен.
Песен за Яна войвода
Снощи Яна от гора слезла,

От гора слезла и в село влезла,

Байрак забила, турчин убила…
Яна се била по мъжки с татарите и бащините си войници, а когато крепостта била разбита, тя успяла да се измъкне от развалините и с оцелелите бойци и понесла на ръце ранения си жених. Скрили се в гъстите гори на Елака, докато Стоян (по други сведения Душко) оздравее. Дошлите откъм Татарската усойна турци се настанили в Красенското кале, а по-късно го разрушили. Бащата на Яна се потурчил. Събрала Яна хайдушка дружина и дълги години върлувала из Средна гора, като не давала турчин да премине през нея.
Стара река е преименувана на река Луда Яна.